# Saint-Bertrand-de-Comminges
Saint-Bertrand-de-Comminges là một xã thuộc tỉnh Haute-Garonne trong vùng Occitanie ở tây nam nước Pháp.